# Palvin Barbara
Palvin Barbara (férje nevén Barbara Sprouse) (Budapest, 1993. október 8. –) magyar divatmodell.

## Gyermekkora
Tanulmányait az Erkel Ferenc Általános Iskola és Gimnáziumban, illetve a Szinyei Merse Pál Gimnáziumban végezte. Kiskorában leginkább az éneklés és a labdarúgás érdekelte.

## Pályafutása
2006-ban, alig 13 évesen indult karrierje, ekkor fedezték fel, miközben Budapesten sétált. Még ebben az évben debütált a Spur Magazine-ban.
2008-ban az ELLE magazinban egy nagyobb divatanyagban szerepelt. 2009-ben felvették az IMG Modellügynökséghez, szerepelt a L'Officiel orosz, francia és holland kiadásának, és a Jalouse, a Vogue és a Glamour címlapján is. Palvin a kifutón 2010 februárjában, a Milan Fashion Week alkalmából debütált, a Prada képviselőjeként. 2010 tavaszán a párizsi divathéten is részt vett. Louis Vuitton, Miu Miu, Nina Ricci, Emanuel Ungaro, Christopher Kane, Julien MacDonald, Jeremy Scott, Vivienne Westwood, Etro, Loewe és Giles modelljeként is mutatott be ruhákat, továbbá a 2011 Chanel show-t is ő nyitotta meg. Későbbiekben modellkedett az Armani Exchange, a H&M, és a Victoria’s Secret részére is.

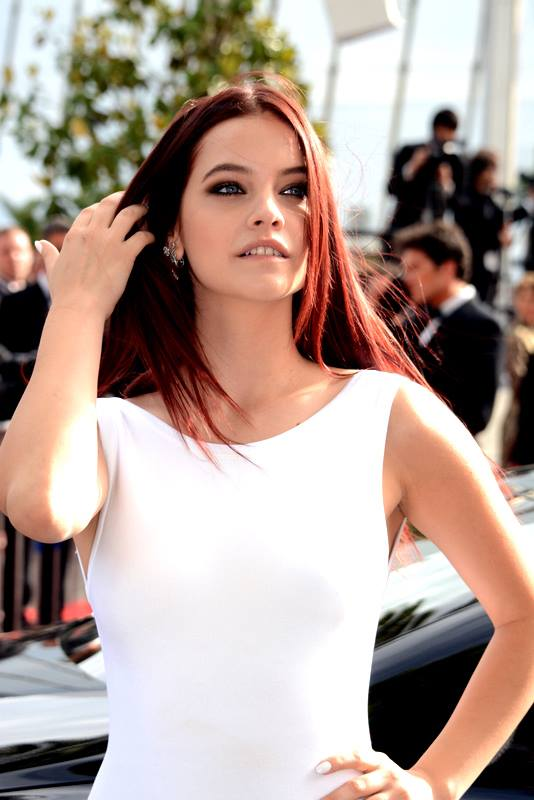
A 2014-es cannes-i fesztiválon

2011-ben számos felkérést kapott különféle magazinoktól, szerepelt az orosz és német Vogue, a koreai Harper's Bazaar, Muse, Love magazinok címlapján is. Számos világhírű márkáknak a reklámarca: Stella McCartney for C&A, Chanel Beauty, Tommy Hilfiger, Calzedonia, H&M, Cartier, Express, Calvin Klein, Stradivarius – Chic Twist, Pull and Bear. Megnyerte a Glamour Women of the Year 2011-es Az év modellje díját is. A tavaszi/nyári divatheteken fellépett a Chanel, Vivienne Westwood, Loewe, Emanuel Ungaro divatcégek show-ján.
2012 februárjában első magyarként a L’Oreal Paris nagykövete lett. 2012 novemberében a Victoria’s Secret fehérneműcég beválogatta Palvint a Fashion Show-ra, amely utóbb nagy népszerűséget hozott neki. Több neves divatcégnek is arca: Victoria’s Secret PINK, Bel Air, Ray Ban, Milly by Michelle Smith, United Bamboo, Magenta, tavaszi-nyári Armani Exchange. A Glamour Women of the Year Az év modellje díját 2012-ben is megnyerte, aztán egy évvel később, mikor már zsinórban harmadik alkalommal nyerte meg, a verseny előtt volt egy olyan fogadása, hogy amennyiben megnyeri, úgy cigánykerekezni fog (ez meg is történt). A models.com által összeállított THE MONEY GIRLS listán a 34. helyen áll, olyan modelleket megelőzve, mint Marloes Horst vagy Ginta Lapina. Gyakran hasonlítják Natalja Vogyanova orosz modellhez; Miranda Almond, a British Vogue szerkesztője azért választotta Palvin Barbarát, mert – ahogy ő fogalmazott – „tökéletesen úgy néz ki, mint a fiatal Brooke Shields és Natalja Vogyanova keresztezése.” Palvin Barbara kedvenc modelljei Natalja Vogyanova és Kate Moss.
2011-ben és 2012-ben is elnyerte a Fashion Awards Hungary Az év modellje díját.
2016-ban elnyerte a Sports Illustrated „Az év újonca” díját.
2017 októberétől Karl Lagerfeld csapatának is tagja, és ebben az évben a portugál GQ magazin az év nemzetközi modelljének választotta.
2018-ban ismét beválasztották a Victoria’s Secret Fashion Show modelljei közé. 2019-ben első magyarként a Victoria's Secret angyala, azaz a márka hivatalos modellje lett.
2020. november 8-án az MTV Music Awards díjátadó gáláját vezette Budapestről David Guettával. 2023 óta viaszfigurája megtekinthető a Madame Tussauds Budapest Múzeumban.

## Magánélete
2023. július 15-én Magyarországon összeházasodott Dylan Sprouse amerikai színésszel.

## Filmszerepe
- Herkules című film (2014) Antimache szerepében.